# 王啟讚
王啟讚（1977年7月15日—），臺灣男演員，畢業於協和工商資訊科，曾獲1996年金馬獎最佳男配角。

## 生平
王啟讚小學時演出舞臺劇，指導老師是導演楊德昌的學生。王啟讚被老師帶去參加《牯嶺街少年殺人事件》的試鏡，因個性活潑而入選，從此踏進電影圈。他在《牯嶺街少年殺人事件》中演出小貓王，頗受矚目，之後又演出《月光少年》、《麻將》等電影。以《麻將》小活佛一角，得到金馬獎最佳男配角。也曾經以《月光少年》獲得第六屆東京國際電影節未來人才獎。
退伍後，王啟讚回歸電視行業，在表演工作以外，主要從事場務、道具、副導演等幕後工作。2001年，他以《少年午夢》入圍金鐘獎最佳單元劇男配角獎。2003年，他進入楊德昌的數位動畫公司，擔任副經理。2005年，他開始網路上兼職拍賣汽車零件，2006年離職，創業開設汽車改裝廠。
2007年，他曾向媒體表示：「記得以前楊德昌經常對我們這些小朋友說：『遇到問題不要卡在原地不動，要想辦法。』現在離開娛樂圈子改行，不會執著以前得過金馬獎，專心做生意。」。

## 演出作品

### 電影
- 《牯嶺街少年殺人事件》 (1991)
- 《月光少年》 (1993)
- 《笑林小子》 (1994)
- 《麻將》 (1996)
- 《一一》 (2000)
- 《深深太平洋》 (2001)
- 《指尖的重量》 (2006)
- 《有一種喜歡》 (2018)
- 《搖滾樂殺人事件》 (2018)

### 電視
- 1999年：公視人生劇展：《假期》
- 2001年：《少年午夢》
- 2003年：《孽子》

## 外部連結
- 王啟讚在互联网电影资料库（IMDb）上的資料（英文）（英文）
- 王啟讚在香港影庫上的簡介
- 王啟讚在豆瓣上的资料（简体中文）
- 王啟讚在时光网上的簡介（简体中文）